# میکا لاورنس
میکا لاورنس (به انگلیسی: Micah Lawrence) (زادهٔ ۲۰ ژوئیهٔ ۱۹۹۰) شناگر اهل ایالات متحده آمریکا است.